# Araldi del Vangelo

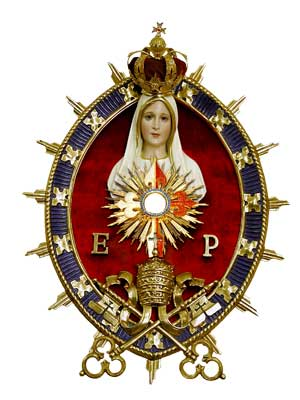
Stemma degli Araldi del Vangelo.

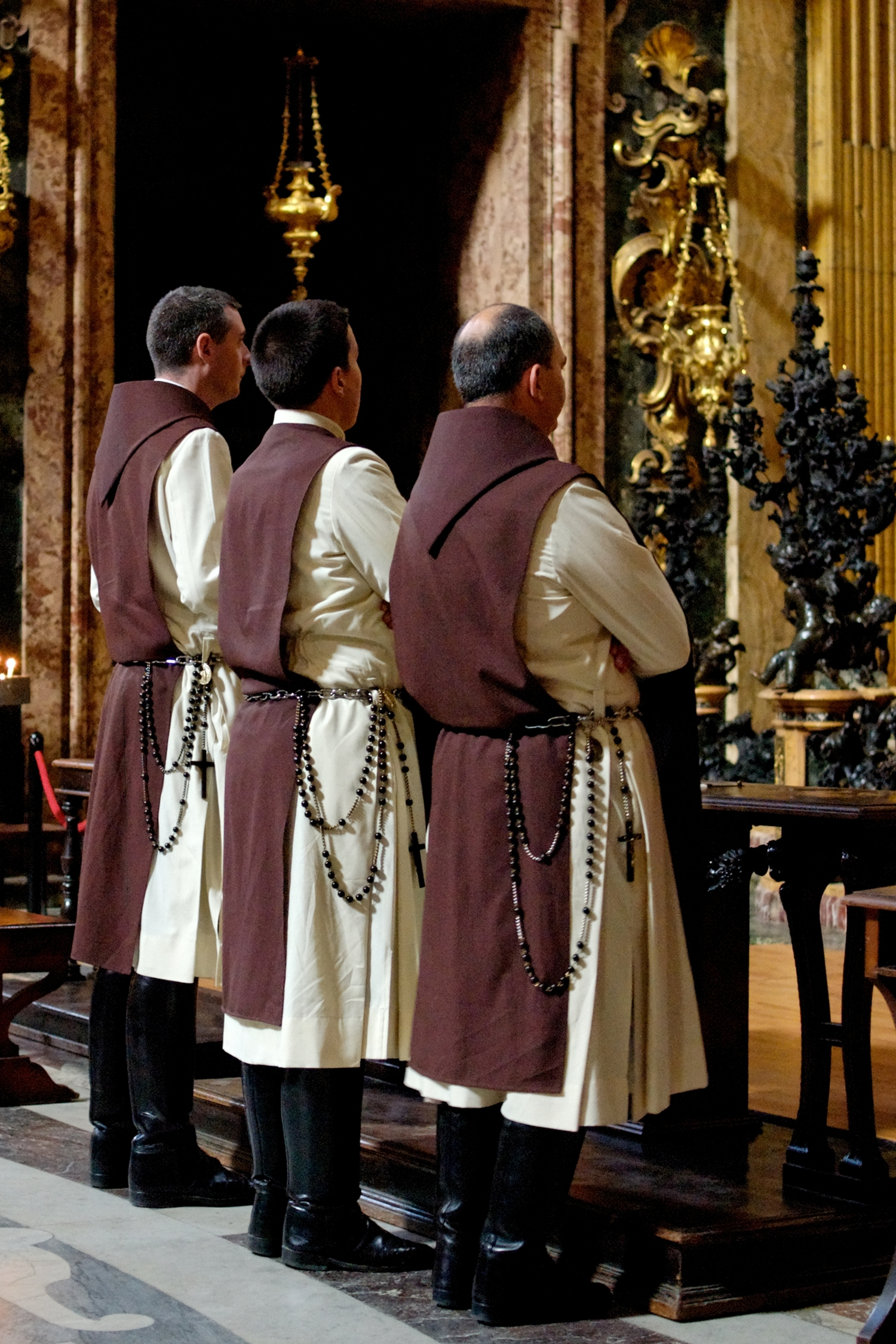
Araldi del Vangelo in preghiera davanti all'altare di san Francesco Saverio nella chiesa del Gesù a Roma

Gli Araldi del Vangelo (in latino Evangelii Praecones, sigla E.P.) sono un'associazione internazionale di fedeli di diritto pontificio.
L'associazione, fondata a São Paulo il 7 luglio 1956 da João Scognamiglio Clá Días, Pedro Paulo de Figueiredo e Carlos Alberto Soares Corrêa, fu eretta canonicamente da Emílio Pignoli, vescovo di Campo Limpo il 21 settembre 1999 e approvata come associazione internazionale di fedeli di diritto pontificio il 22 febbraio 2001 dal Pontificio Consiglio per i Laici.
Afferisce all'area del tradizionalismo in ambito ecclesiale e della destra in quello politico.
Gli Araldi del Vangelo contano oltre  4 000 membri a vita comune e sono presenti in 50 Paesi. I suoi membri praticano il celibato e si dedicano all'apostolato, vivendo in case destinate specificamente a ragazzi o ragazze, in cui alternano tempi di preghiera e studio ad attività di evangelizzazione in diocesi e parrocchie. Particolare importanza è riservata alla formazione della gioventù.
Salutata con entusiasmo dai papi Giovanni Paolo II e Benedetto XVI, l'associazione è stata però raggiunta da polemiche e critiche circa i suoi metodi, la sua conduzione e le sue posizioni ecclesiali e politiche, fino al "commissariamento" da parte della Santa Sede nel 2019.

## Origine
Dopo la morte di Plinio Correa de Olivera, il movimento Tradizione, Famiglia e Proprietà, da lui fondato, iniziò a sfaldarsi. La scissione più importante derivò da un gruppo che decise di discostarsi dagli insegnamenti del fondatore, raggruppandosi negli Araldi del Vangelo.
La fondazione degli Araldi del Vangelo, avvenne il 21 settembre 1999 da mons. João Scognamiglio Clá Dias. La sua approvazione e il suo riconoscimento davanti alla Chiesa avvenne il 22 febbraio 2001, grazie a papa Giovanni Paolo II. In questa occasione, il Pontefice ha esortato: “Siate messaggeri del Vangelo per l'intercessione del Cuore Immacolato di Maria”.
I sacerdoti provenienti dall'associazione si costituirono in società di vita apostolica, la Società clericale Virgo Flos Carmeli, eretta dal vescovo carmelitano di Avezzano Lucio Angelo Renna il 15 giugno 2005 e riconosciuta come istituzione di diritto pontificio il 26 aprile 2009. All'interno dell'associazione è sorta anche una comunità femminile, la Società Regina Virginum, eretta nel 2006 e riconusciuta dalla Santa Sede il 26 aprile 2009.
Gli Araldi del Vangelo hanno la loro chiesa principale in Brasile, la Basilica Nostra Signora del Rosario, che si trova nella Serra da Cantareira, eretta grazie a libere donazioni. Nella Basilica c'è anche un seminario, dove gli studi sono basati sulla filosofia e teologia di San Tommaso d'Aquino.

## Organizzazione
L'autorità suprema degli Araldi del Vangelo, il Presidente generale, coadiuvato dal Consiglio generale, viene eletto dall'Assemblea generale, l'autorità suprema dell'associazione. Esistono anche consigli regionali che amministrano le comunità nei diversi paesi in cui essa opera. Oltre all'organizzazione interna, ci sono anche operatori e membri onorari, che sono individui e famiglie che partecipano attivamente a questo carisma.
Oltre che come membri associati, è possibile aderire all'associazione come collaboratori e membri onorari. I membri associati conducono vita fraterna in comunità.
L'associazione pubblica una rivista mensile in portoghese e spagnolo:  Arautos do Evangelho.

## Consacrazione
Gli Araldi del Vangelo sono consacrati a Gesù Cristo tramite la Madonna, secondo il metodo del francese san Luigi Maria Grignon di Montfort, come descritto nel libro "Il trattato della vera devozione alla Vergine Maria".

## Chiese
Gli Araldi del Vangelo hanno diverse chiese sparse in tutto il mondo, alcune elevate alla categoria di basiliche:
- la basilica di Nostra Signora del Rosario, inaugurata il 24 febbraio 2008 dal cardinale Franc Rodé, in Brasile
- la basilica di Nostra Signora del Rosario di Fatima, inaugurata l'11 maggio 2014 da Luís Antônio Guedes, vescovo di Campo Limpo, in Brasile;
- la chiesa della Madonna di Fatima, inaugurata l'8 agosto 2015 da Hector Cubillos Peña, vescovo di Zipaquirá, in Colombia;
- la chiesa di San Benedetto in Piscinula a Roma, fu consegnata agli Araldi del Vangelo dalla diocesi di Roma il 31 maggio 2003.[7]